# Scopula moorei
Scopula moorei là một loài bướm đêm trong họ Geometridae.